# Jerry Tondelua
Jerry Tondelua (Kinshasa, Zaire, 27 de febrero de 1975) es un exfutbolista de la República Democrática del Congo que jugaba en la posición de delantero centro.

## Carrera

### Club
| Periodo   | Club          |
| --------- | ------------- |
| 1994–1997 | AC Sodigraf   |
| 1997–1999 | Cercle Brugge |
| 1999–2000 | KV Oostende   |
| 2000–2001 | Al Wahda FC   |

### Selección nacional
Jugó para República Democrática del Congo en 13 ocasiones de 1996 a 2001 y anotó ocho goles, cuatro de esos goles fueron en la Copa Africana de Naciones 1998 donde finalizó en tercer lugar.

## Logros
- Copa de Zaire (1): 1995
- Recopa Africana (1): 1996
- UAE Pro League (1): 2000/01
- Copa Federación de Emiratos Árabes Unidos (1): 2001